# Cécile Millet
Cécile Millet, née le 7 décembre 1977 à Paris, est une illustratrice française.

## Biographie
Après un baccalauréat littéraire en 1997, elle étudie les arts appliqués jusqu'en 2003. À l'École nationale supérieure des arts appliqués et des métiers d'art à Paris, elle apprend la fresque et la mosaïque, et est diplômée en 2001. À l'École Estienne, elle sort diplômée en 2003 en illustration scientifique et médicale. Elle est ensuite employée comme professeur d'anatomie artistique et modèle vivant dans une de ses premières écoles, l'Institut Sainte-Geneviève à Paris.
En 2004, alors qu'elle participe à l'exposition parisienne Le Polar asiatique à la Maison des illustrateurs, elle prend connaissance d'un concours pour choisir l'auteur d'un prochain timbre-poste de France sur le Nouvel An chinois. Son premier timbre, Année du Coq, est émis en janvier 2005, qu'elle conçoit au sein d'un bloc illustré. Pour La Poste française, elle crée ensuite des scènes d'animaux anthropomorphes jouant dans la neige pour les timbres de vœu de 2005. Deux autres blocs illustrés suivent sur la ville de Prague dans la série Capitales européennes en 2008 et sur la fête foraine en 2009.